# Nauderer Hennesiglspitze
De Nauderer Hennesiglspitze is een 3045 meter hoge berg in de Ötztaler Alpen op de grens tussen het Oostenrijkse Tirol en het Italiaanse Zuid-Tirol.
De bergtop wordt gerekend tot de Nauderer Bergen, een subgroep van de Ötztaler Alpen. De berg vormt tevens het zuidelijke eindpunt van een naar het noorden gelegen kam tussen het Tscheytal en het Radurschtal.

## Klim
De makkelijkste klim van deze makkelijk te beklimmen drieduizender voert in drie uur tijd van het Hohenzollernhaus door het Innere Radurschltal. Achter in het Radurschtal buigt de gemarkeerde klimweg naar het westen in de richting van het Seekarjoch af van de weg naar de Radurschlscharte. Onder het Seekarjoch kan men een gemarkeerde klim over de noordoostflank van de top volgen, alternatief is om over het Seekarjoch en de noordkam de berg te beklimmen.